# Janvier 2020
Janvier 2020 est le 1er mois de l'année 2020.

## Climat et environnement
Janvier 2020 est le mois de janvier le plus chaud jamais enregistré depuis le début des relevés de température en 1880.
Entre le 1er janvier et le 25 février 2020, une très forte baisse de la pollution atmosphérique est constatée en Chine, notamment une forte chute de dioxyde d'azote, en raison de la diminution de l'activité industrielle provoquée par l'épidémie de covid-19.

## Évènements
- Poursuite d'importants incendies de végétation en Australie.
- 1er janvier :
  - la Croatie prend la présidence du Conseil de l'Union européenne, succédant à la Finlande.
  - Des foules de manifestants ont pénétré dans l'enceinte de l'ambassade des États-Unis à Bagdad, en Irak, puis se sont retirés après que les marines américains ont tiré des gaz lacrymogènes. Les troubles se sont produits en réponse aux frappes aériennes américaines sur les milices pro-iraniennes en Irak ;
  - l’espèce de poisson Psephurus gladius est déclarée éteinte.
- 3 janvier : 
  - le général iranien Qassem Soleimani, commandant de la force Al-Qods et Abou Mehdi al-Mouhandis, sont assassinés en Irak par une frappe américaine sur l'aéroport de Bagdad, provoquant une grave crise politico-militaire.
  - Une attaque terroriste à Villejuif fait 1 mort et 2 blessés.
- 5 janvier :
  - élection présidentielle en Croatie (2e tour) ;
  - élections législatives en Ouzbékistan (2e tour)[3] ;
  - le député vénézuélien Luis Parra, opposant à la fois au président de la république élu mais très fortement contesté Nicolás Maduro et au président de l'assemblée nationale vénézuélienne élu et président de la république autoproclamé Juan Guaidó (voir Crise présidentielle de 2019-2020 au Venezuela pour les détails), s'autoproclame président de l'Assemblée nationale du Venezuela[4].
- 6 janvier : l'Armée nationale libyenne s'empare de la ville de Syrte, en Libye.
- 7 janvier :
  - malgré les tentatives de la police vénézuélienne pour l'empêcher d'accéder à l'Assemblée nationale et une coupure de courant dans l'hémicycle qui l'empêche d'utiliser un micro, Juan Guaidó prête serment pour se reconduire président de l'Assemblée nationale vénézuélienne[5] ;
  - les funérailles des généraux Soleimani et Pourjafari (tué dans la même frappe) à Kerman en Iran attirent une foule immense, une bousculade se déclenche, tuant 56 personnes[6] et en blessant 212[7].
- 8 janvier :
  - la force aérospatiale du corps des Gardiens de la révolution islamique lance l'opération Martyr Soleimani, en tirant une quinzaine de missiles balistiques sur les bases militaires américaines d'Al-Asad et d'Erbil en Irak[8]. 110 militaires américains sont blessés (commotions cérébrales et traumatismes crâniens) lors de cette attaque[9].
  - en Iran :
    - le vol Ukraine International Airlines 752 est accidentellement abattu par deux missiles sol-air (tirés par les Gardiens de la révolution) juste après son décollage de l'aéroport Imam-Khomeini de Téhéran, provoquant la mort des 176 passagers et membres d'équipage ;
    - un tremblement de terre de magnitude 4,5 à 17 kilomètres au sud-est de la ville de Borazdjan blesse 7 personnes et endommage légèrement la centrale nucléaire de Bouchehr[10].
- 9 janvier :
  - attaque de Chinégodar au Niger, Le 13 janvier, le gouvernement nigérien annonce le limogeage du chef d'état-major des armées, le général Ahmed Mohamed, et du chef d'état-major de l'Armée de terre, le général Sidikou Issa, qui sont remplacés par le général Salifou Modi et le général Seidou Bagué[11], Le 14 janvier, la Province d'Afrique de l'Ouest de l'État islamique revendique l'attaque[12] ;
  - élections législatives à Saint-Martin.
- 9 au 22 janvier : Jeux olympiques de la jeunesse d'hiver à Lausanne (Suisse).
- 10 janvier : mort du sultan d'Oman Qabus ibn Saïd, Haïtham ben Tariq lui succède.
- 11 janvier : élections législatives et présidentielle à Taïwan, Tsai Ing-wen est réélue.

- 15 janvier : le Premier ministre de Russie Dmitri Medvedev démissionne, il est remplacé le lendemain par Mikhaïl Michoustine[13].
- 17 janvier : pour la première fois depuis 2012, le Guide suprême iranien Ali Khamenei préside la prière du vendredi à Téhéran, l'occasion pour lui d'aborder l'actualité particulièrement tendue lors de son sermon[14].
- 18 janvier : 116 personnes (111 militaires et 5 civils) sont tuées par des missiles balistiques et des frappes de drones lors d’une attaque apparemment menée par les Houthis sur la mosquée d'un camp militaire de la ville yéménite de Marib. Le 20 janvier, Mohammed al-Boukhaïti, un porte-parole des Houthis a déclaré à Al Jazeera que l'attaque n'était pas le fruit de son organisation.
- 19 janvier : élections législatives aux Comores (1er tour).
- 21 janvier : la tête de Donald Trump est mise à prix pour 3 millions de dollars par Ahmad Hamzeh (fa), un député iranien de la province de Kerman[15].
- 22 janvier :  
  - élection présidentielle en Grèce, la magistrate Ekateríni Sakellaropoúlou devient la première femme élue à la présidence de la République.
  - L'Algérie annonce qu'elle accueillera une réunion avec les ministres des Affaires étrangères de six pays d'Afrique du Nord et d'Afrique subsaharienne, qui partagent tous une frontière avec la Libye, à la suite du sommet de Berlin pour aider à renforcer le soutien à un accord de paix provisoire pour mettre fin à la deuxième guerre civile libyenne.
- 23 janvier : à cause de l'épidémie de coronavirus, le gouvernement chinois place en quarantaine toute la métropole de Wuhan (11 millions d'habitants) et les villes de Huanggang (7,5 millions d'habitants) et Ezhou[16].
- 24 janvier : un séisme dans l'Est de la Turquie fait au moins 41 morts[17] ;
- 24-27 janvier : autour de Belo Horizonte, dans l’État de Minas Gerei au sud-est du Brésil, des précipitations records depuis le début des relevés en 1910 - 171,8 millimètres de pluie en 24h - créent des inondations, qui provoquent au moins 50 morts, 65 blessés, 2 disparus, l'évacuation de 30 000 personnes, et l'état d'urgence dans une centaine de villes[18].
- 26 janvier :
  - élections régionales en Burgenland (Autriche) ;
  - élections régionales en Émilie-Romagne et en Calabre (Italie) ;
  - élections législatives au Pérou.
  - aux États-Unis, Kobe Bryant, sa fille et sept autres personnes sont tuées dans un accident d’hélicoptère à Calabasas, en Californie.
- 27 janvier :
  - un avion E-11A de l’US Air Force s’écrase et prend feu dans la province de Ghazni en Afghanistan oriental.
  - aux États-Unis, un incendie détruit au moins 35 péniches amarrées le long de la rivière Tennessee à Scottsboro, en Alabama, tuant huit personnes[19].
  - l’Allemagne confirme son premier cas de maladie à coronavirus 2019 en Bavière L’homme infecté a été placé dans une salle d’isolement et le risque de nouvelles contaminations est alors considéré comme « faible » par le ministère bavarois de la Santé[20].
  - en Slovénie, le Premier ministre slovène Marjan Šarec remet sa démission après avoir perdu le soutien parlementaire du parti de gauche en novembre et appelle à des élections anticipées[21].
- 28 janvier : 
  - l'armée syrienne et ses alliés s'emparent de la ville stratégique de Maarat al-Nouman (deuxième ville la plus du gouvernorat d'Idlib) sur la route entre Hama et Alep[22].
  - un séisme de magnitude 7,7 est enregistré au large des côtes de la Jamaïque[23].
- 29 janvier : Le président américain Donald Trump dévoile un plan de paix élaboré par son administration pour 3 ans. Le plan reconnaît la souveraineté israélienne sur les principaux blocs de colonies en Cisjordanie occupée, ainsi que l'annexion de la vallée du Jourdain, en échange d'un gel des nouvelles colonies israéliennes dans certaines zones pendant 4 ans. Le président palestinien Mahmoud Abbas rejette le plan comme un « non-sens », tandis que le Premier ministre israélien Benjamin Netanyahou ainsi que le chef de l'opposition Benny Gantz ont exprimé leur soutien au plan[24].
- 30 janvier : l'Organisation mondiale de la santé classe l'épidémie provoquée par le coronavirus 2019-nCov comme urgence de santé publique de portée internationale.
- 31 janvier :
  - sortie du Royaume-Uni et de Gibraltar de l'Union européenne (Brexit), entamant une période de transition de 11 mois ;
  - Airbus Commercial Aircraft accepte par accord de verser 3,6 milliards d'euros (l'équivalent de ses bénéfices gagnés en 2018) pour mettre fin aux poursuites judiciaires provoquées par un scandale de corruption d'agents dans seize pays différents via des commissions occultes, dont deux milliards d'euros à la justice française plus huit millions d'euros pour défrayer la surveillance juridique du constructeur sur les trois années à venir, ce qui représente le plus gros accord conclu par le Parquet national financier depuis sa fondation[25].